# Suswa
Suswa és un volcà en escut situat a la Gran Vall del Rift, Kenya. Es troba entre Narok i Nairobi, la capital de Kenya.
Suswa té un únic cràter doble, amb un bloc inclinat de roca a l'interior del cràter més gran. La muntanya també és coneguda per les seves coves de tubs de lava al costat nord-est extern del cràter.
És possible arribar en cotxe fins a l'extrem inferior del cràter exterior de la muntanya al cràter amb un vehicle de tracció a les quatre rodes, però hi ha nombroses barricades a tota la pista on els massais locals cobren un peatge per permetre passar. Es pot negociar per pagar una tarifa fixa i aconseguir un guia que el porti més enllà de les barricades. El cràter interior és la llar d'una varietat d'espècies de serps. L'altra fauna d'interès que es troba prop del mont Suswa inclou zebres, girafes, mangostes, tortugues, hienes i lleopards.
També és possible pujar al cim de la muntanya, que es troba a 2.356 metres d'altura. No hi ha rutes especificades, però és millor accedir des del nord i nord-est de la muntanya. Un altre punt de partida és on es troba l'escola primària de Suswa, que està ubicada a la base de la muntanya. A més, hi ha moltes granges massai que envolten la base de la muntanya i es recomana presentar-se a cap de la família propietaria dels terrenys que creua la ruta. Es pot arribar al pic seguint la Ruta Rauch, que comença a un quilòmetre i mig del cim. La ruta de Rauch està marcada amb un cartell de fusta, amb vistes al cràter. Amb l'excepció de la Ruta de Rauch, no existeixen vies designades per arribar al cim. Els massais duen a pasturar el bestiar en les pastures de la muntanya i fan aquesta ruta de tant en tant.